# Intelligente tekstiler
Begrebet intelligente tekstiler dækker tekstiler, der har fået tilført udvidede egenskaber og funktioner. Intelligente tekstiler kan være alt af tekstil-art lige fra tøj og møbelstoffer til medicinalindustriens bandager, byggebranchens geotekstiler, luftfartens brug af tekstiler og meget mere. Hvor tekstilernes primære funktion altid har været at beskytte brugere og være et æstetisk udtryksmiddel, vil fremtidens tekstiler have udvidede og optimerede funktioner. Tekstilerne kan have forskellige egenskaber: de kan være selvrensende, flammehæmmende, smudsafvisende, kommunikerende, informerende, og de skal kunne ændre funktion efter brugeren.
Overordnet sondres der mellem to områder indenfor intelligente tekstiler: Behandlede tekstiler og Elektronik og tekstiler.

## Behandlede tekstiler
Behandlede tekstiler defineres som:
Smuds- og pletafvisning. Anti-bakteriel, Antimikrobiel. Vandafvisende og vindtæt via membraner og coatings. Brand- og flammehæmmende, kemikalie- og giftafvisende. Antistatisk. UV-behandling. Mikroinkapsulering. Phase Change Materials. Phase Memory Materials. Mange af de funktioner kan nu påføres eller integreres i fibre via nanoteknologi

Gruppen behandlede tekstiler dækker tekstilbehandling og måden, man konstruerer og opbygger tekstilets fibre på. Man har længe behandlet tekstiler med forskellige kemiske processer for at forbedre deres egenskaber ved fx at gøre dem vind- og vandtætte samt smudsafvisende. Hvor grænsen går mellem traditionelt behandlede tekstiler og intelligente tekstiler kan være vanskelig at definere entydigt, men en vigtig forskel er, at man med nye teknologier har mulighed for at kontrollere tekstilernes egenskaber, så de aktiveres i det øjeblik, brugeren har behov for det. Med nye behandlingsmetoder kan man gøre tekstilerne aktive, så de mærker og reagerer på stimuli fra brugeren og omgivelserne. Når bæreren fryser, isolerer jakken, men sveder han, vil stoffet give mulighed for luftgennemstrømning. Fremtidens laboratorieuniform vil advare laboranten om farlige kemiske udslip ved at skifte farve.
Vigtigt for udviklingen af intelligente tekstiler er den øgede viden og præcision, med hvilken man kan forbedre gamle metoder og udvikle ny teknologi. Ved at konstruere fibrene, indlægge membraner eller overfladebehandle tekstilerne kan man med teknologi som mikroinkapsulering, nanoteknologi, Phase Change Materials og kromatiske materialer i dag give tekstiler helt nye og forbedrede egenskaber. Man kan således gøre stoffet smudsafvisende, lugtfrit, antibakterielt, flammehæmmende, og det kan isolere mod kulde, lyd, vand og vind og beskytte mod insekter, UV stråling og kemisk og biologisk skadelige stoffer. Eller tekstilerne kan ved brug og efter behov frigive forskellige stoffer så som duft, medicin eller plejende artikler.

## Elektronik og tekstiler
Gruppen elektronik og tekstiler kan defineres som følger:
Indbyggede kommunikations- og mobilteknologi: chips, RFID, bluetooth og wireless kommunikation. Indbyggede sensorer, bioMEMS mm., der måler kroppen og omgivelserne Indbyggede processorer, der giver lys, varme, lyd og andre effekter. Ledende fibre.

Det er materiale med elektronisk funktionalitet og tekstil karakter. Området kaldes også elektronic textiles, e-textiles, elektro textiles, wearable electronics m.m. Her arbejdes både på at indbygge allerede eksisterende elektroniske komponenter som mobiltelefoner, mp3-afspillere, kameraer og digitale skærme i tøj, tasker og andre tekstiler, og der arbejdes på at indvæve, filte eller stikle teknologi som ledende og isolerende fibre og polymerer, sensorer, lysdioder (LED), processorer, antenner, GPS-enheder, pulsmålere, temperaturmålere, acceleratormålere, solceller og RFID-tags (Radio Frequency Identification) ind i tøj og tekstiler, for herigennem at gøre dem funktionsdygtige i forskellige henseender. Gennem tekstilerne kan man således kommunikere, blive informeret, blive advaret, blive underholdt, monitere vores egen krop og vores omgivelser.
Elektronik i tekstiler bruges hovedsageligt inden for områder som sports- og fritidstøj, sikkerheds- og arbejdstøj, sundhedssektoren, monitorering og i militæret.

## Hvad og hvor rykker det?
Af de to ovennævnte områder er det særligt det sidste, der har fået øjensynlige egenskaber ved hjælp af elektronik, der trækkes frem i rampelyset. Men – som uddybet i artiklen om elektronik i tekstiler – er der stadig så mange problemer i udviklingen af elektrotekstiler, at de p.t. ikke har det store markedspotentiale. De mindre synligt intelligente tekstiler lader derimod til at have meget store potentialer inden for sundhed, sikkerhed og i miljømæssigt perspektiv. Intelligente tekstiler spænder over mange fagområder lige fra ingeniører, designere, kemikere, IT-branchen til forskere og idemagere.